# Lilla Björntjärnen, Värmland
Lilla Björntjärnen är en sjö i Hagfors kommun i Värmland och ingår i Göta älvs huvudavrinningsområde.